# Aetbaar
Aetbaar (tłumaczenie: "Zaufaj mi", hindi: ऐतबार, urdu: اعتبار, inne tytuły: angielski: "Trust", "Aitbaar", niemiecki:  "Aetbaar: Liebe kann tödlich sein") to bollywoodzki dramat z elementami thrilleru zrealizowany w 2004 przez Vikram Bhatta, autora Ghulam, Raaz, i Elaan. W rolach głównych Amitabh Bachchan, John Abraham, Bipasha Basu i Supriya Pilgaonkar.

## Fabuła
Dr Ranveer Malhotra (Amitabh Bachchan) 10 lat temu w wypadku stracił syna. Żyje pełen poczucia winy w cieniu tej śmierci. Przewrażliwony nadmierną troską otacza  córkę Rię (Bipasha Basu). Odwozi ją do college'u, niespokojnie wyczekuje jej powrotów z dyskoteki. Szczególny niepokój wzbudza w nim zakochany w Rii Aryan Trivedi (John Abraham). Nie ufa urokowi niedoszłego malarza. Wkrótce okazuje się, że jego podejrzenia są uzasadnione. Ria nie widzi świata poza człowiekiem, który stanowi dla niej niebezpieczeństwo. Ranveer zrobi wszystko, aby ocalić swoją córkę.

## Obsada
- Amitabh Bachchan – Dr. Ranveer Malhotra
- John Abraham – Aryan Trivedi
- Bipasha Basu – Ria Malhotra
- Supriya Pilgaonkar – Sheetal Malhotra

## Muzyka i piosenki
Muzykę do filmu skomponował Rajesh Roshan, twórca muzyki do takich filmów jak Kaala Patthar, King Uncle, Karan Arjun, Koyla, Kudrat, Koi... Mil Gaya, Krrish', Aetbaar, czy Kaho Naa... Pyaar Hai,  Na Tum Jaano Na Hum.
- Tum Mujhe Bas Yun Hi
- Chhodo Chhodo
- Saasein Ghulne Lagi
- Aetbaar
- Na Nazron Ka
- Jeena Hai Kis Liye
- The Feel of Aetbaar – Instrumentalny utwór

## O twórcach filmu
- Amitabh Bachchan zagrał ponadto z John Abrahamem także w filmach Viruddh... Family Comes First, Baabul i Nigdy nie mów żegnaj.
- John Abraham zadebiutował w 2003 roku u boku Bipasha Basu. Zagrał z nią ponadto w Madhoshi i Dhan Dhana Dhan Goal. Od czasu wspólnej gry w Jism tworzą parę.
- Z reżyserem Vikram Bhattem John Abraham współpracował ponadto w Elaan, a Bipasha Basu w Raaz.